# ابن مناذر
محمد بن مُناذر الصبيري اليربوعي (؟ - ~198هـ/813م) شاعر عربي من العصر العباسي الأوَّل، تُنسَب إليه أشعار وأخبار كثيرة، وإلى جانب نظم الشعر كان خطيباً بارعاً، وله ميول إلى النحو واللغة.

## سيرته
ولِدَ محمد بن مُناذر في مدينة عدن، وتاريخ ميلاده مجهول، وانتقل في شبابه إلى البصرة، وهناك تفقَّه في الدين واللغة والنحو. اشتهر ابن مناذر شاعراً مع خلافة أبي جعفر المنصور، وكان يتكسَّب من مديح الحُكَّام، فمدح البرامكة ومدح الخليفة هارون الرشيد. في بداية حياته كان ابن مناذر حسن الأخلاق مستقيماً ورعاً تقياً، يُعلِّم الناس في مسجدٍ من مساجد البصرة، وكان كثير الجدال مع العلماء والأدباء، وتغيَّرت حياته عندما عَشِقَ شاباً اسمه عبد المجيد الثقفي، تغزَّل به في أشعاره، ثُمَّ ساءت سمعته بعد ذلك، واشتهر عنه أنَّه زنديق دهري، وعندما مات عبد الحميد موتاً مفاجئاً بعد سقوطه من سطح منزله تأثَّر ابن مناذر بموته وغلبه الحزن حتى لم يقدر على إخفائه عن العامَّة، فانكشف أمره ورفض الناس الصلاة خلفه، واضطر إلى مغادرة البصرة، استقرَّ بعد ذلك في مكة، وتاب عن انحرافه وظلَّ يعتكف في المسجد لا يفارقه إلا قليلاً، فقد ابن مناذر بصره في آخر حياته، وتُوفِّي عام 199هـ، وقِيل أنَّ وفاته في 198هـ.

## شعره
جمع ابن مناذر في قصائده بين القديم والحديث، ويُعدُّ من الشعراء المُحدِّثين، وحافظ في قصائده على متانة ألفاظ الشعر الجاهلي، وأخذ عن المُحدِّثين رقة المعاني واتساقها، وتناول في قصائده المديح والهجاء والغزل والرثاء، وأجاد وصف الخيل، واعترى شعره بعض من لمحات حياته الماجنة. ومن أشهر قصائده مرثيته في عبد الحميد الثقفي.